# Otwarte Bałkany
Otwarte Bałkany – inicjatywa współpracy regionalnej koncentrująca się na integracji gospodarczej obejmująca Albanię, Macedonię Północną i Serbię.

## Historia
Pierwotnie inicjatywa była określana mianem „małego Schengen”, nawiązując do Strefy Schengen. Kooperację w tym formacie rozpoczęto w 2019 roku, po spotkaniu liderów państw członkowskich w Nowym Sadzie. Celem inicjatywy jest dążenie do utworzenia regionalnej strefy wolnego przepływu osób, towarów, usług i kapitału. W lipcu 2021 roku podczas spotkania w Skopje zmieniono nazwę inicjatywy na „Otwarte Bałkany” (ang. Open Balkan).  

## Cele organizacji
Inicjatywa ma za zadanie ułatwić import, eksport i przepływ towarów wewnątrz wspólnoty, stworzyć łatwiejsze warunki do inwestycji, zacieśnić współpracę regionalną, stworzyć platformę kooperacji w celu przeciwdziałania katastrofom naturalnym i przygotować kraje członkowskie do ewentualnej przyszłej integracji w ramach Unii Europejskiej (wszystkie kraje członkowie są państwami kandydującymi do Unii Europejskiej). Docelowo mają również zostać zniesione kontrole graniczne pomiędzy członkami „Otwartych Bałkanów”. 
Do potencjalnych kandydatów zaproszonych do wspólnoty należą: Bośnia i Hercegowina, Czarnogóra oraz Kosowo.  